# Tribunal de Contas (Chambres des Comptes)

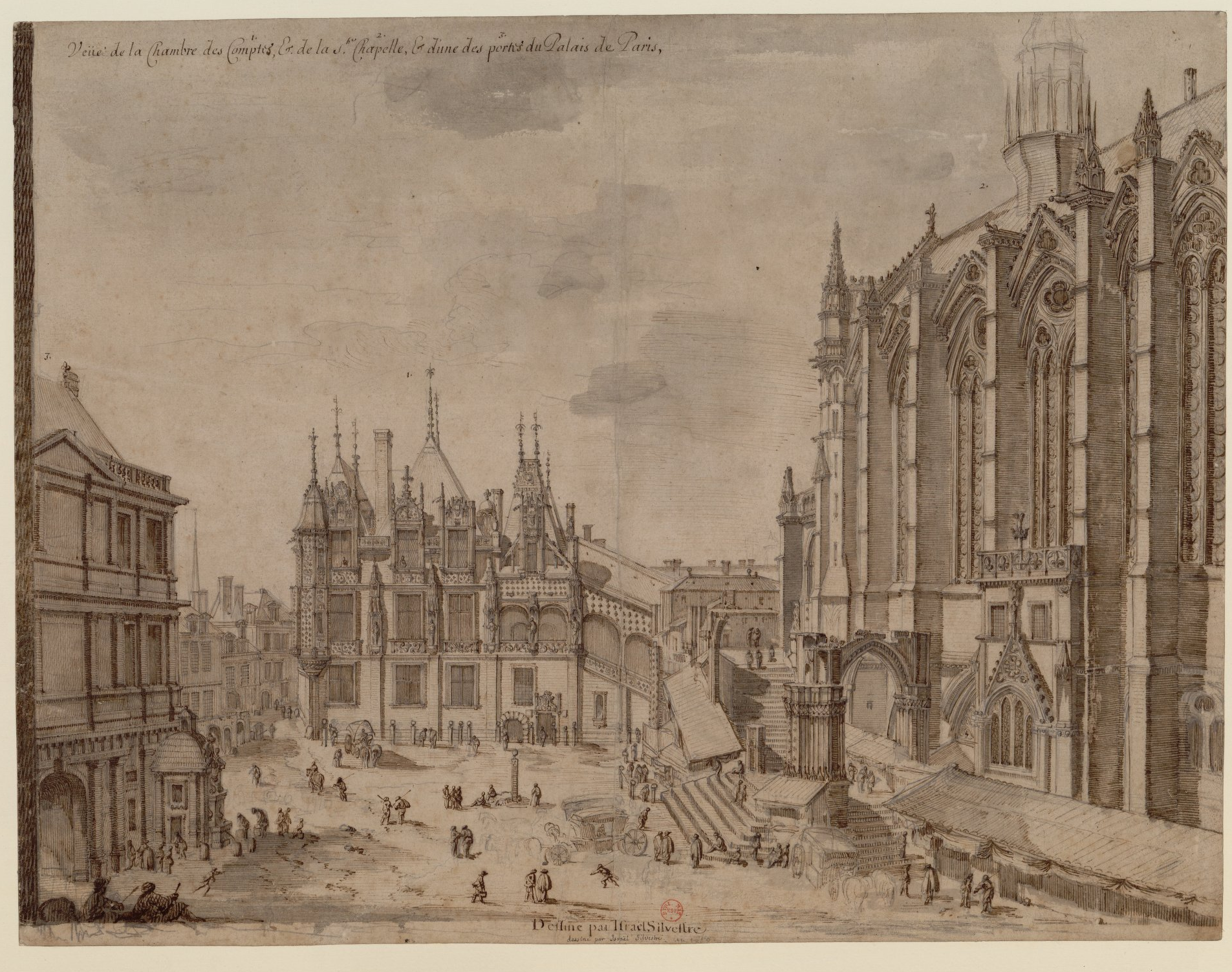
Tribunal de Contas em Paris.

Sob a monarquia francesa, os Tribunais de Contas ( em francês Chambres des comptes ) eram tribunais soberanos especializados em assuntos financeiros. O Tribunal de Contas de Paris foi o mais antigo e o precursor do atual Tribunal de Contas francês. Eles supervisionavam os gastos públicos, administravam as finanças, protegiam as propriedades da coroa, auditavam as contas dos funcionários da coroa e julgavam quaisquer questões legais relacionadas.

## Tribunal em Paris

### História antiga
Para supervisionar as receitas e despesas do Reino, o rei francês confiou primeiro apenas na sua corte do rei ou na Curia Regis, funcionários da corte que o ajudaram a governar. No entanto, em meados do século XII, a Coroa confiou suas finanças aos Cavaleiros Templários, que mantinham um estabelecimento bancário em Paris. O Tesouro real passou a ser organizado como um banco e os salários e as receitas foram transferidos entre as contas. Os oficiais de contabilidade reais em campo, que enviaram receitas ao Templo, foram auditados pela Corte do Rei, que possuía funcionários especiais designados para trabalhar no Templo. Esses especialistas financeiros passaram a se chamar Curia in Compotis e participaram de sessões especiais da Corte do Rei por lidar com negócios financeiros. A partir de 1297, as contas eram auditadas duas vezes por ano após o dia de verão (24 de junho) e o Natal. Com o tempo, o que antes era um simples Tesouro Nacional de Recebimentos se transformou em uma agência central de auditoria, ramificou-se e acabou se especializando em um tribunal de período integral.
Em 1256, Luís IX emitiu um decreto ordenando que todos os prefeitos, burgueses e vereadores comparecessem aos auditores soberanos do rei do Exchequer ( gens des comptes ) em Paris para prestar suas contas finais. O secretariado geral da corte do rei tinha membros especializados em finanças e contabilidade e que podiam receber contas. Vários Barões ( maîtres lais ) foram contratados para fazer parte do Tesouro do Rei ( comptes du Roi ).
Por volta de 1303, o Tribunal de Contas de Paris foi estabelecido no Palais de la Cité, onde permaneceu até a Revolução Francesa. Seus auditores foram responsáveis por supervisionar as receitas das propriedades da Coroa e verificar os gastos públicos. Ele auditou a Casa Real, inspetores, comissários reais, reitor e juízes da corte inferior. Em 1307, Filipe IV removeu definitivamente os fundos reais do templo e os colocou na fortaleza do Louvre. Posteriormente, os especialistas financeiros receberam contas para auditoria em uma sala do palácio real que ficou conhecida como Camera compotorum ou Chambre des comptes, e começaram a ser identificados coletivamente com o mesmo nome, embora ainda fosse apenas um subcomitê na corte do rei, composto por cerca de dezesseis pessoas.
A Portaria Vivier-en-Brie de 1320, emitida por Filipe V, exigia que o Chambre auditasse finanças, julgasse casos decorrentes de contabilidade e mantivesse registros de documentos financeiros; ele também estabeleceu a composição básica dos tribunais financeiros: três (mais tarde quatro) clérigo mestres de contas (Maîtres-Clercs) para atuar como principais auditores e três leigos Barons (maîtres-lais familiers du Roi) poderes para ouvir e decidir (" oyer and terminer ") contas de auditoria. Eles foram assistidos por onze funcionários ( petis clercs, mais tarde clercs des comptes ) que atuaram como auditores dos padres. Esse complemento cresceu 50% nas próximas duas décadas, mas foi reduzido para sete mestres e doze funcionários em 1346. O escritório do clérigo Chief Baron ( presidente ) foi criado pela Portaria de 1381, e um segundo chefe leigo Baron foi nomeado em 1400. Funcionários do tribunal foram eventualmente adicionados à composição do Tribunal. Os examinadores ( corretores ) foram criados para auxiliar os barões ( maitres ). Outros oficiais da corte ( conselheiros ) nomeados pelo rei foram criados para agir ao lado dos barões do barão ( maîtres ordinaires ). Por fim, a Portaria de 26 de fevereiro de 1464 nomeou o Tribunal de Contas como o "tribunal soberano, primário, supremo e único de último recurso em todas as coisas financeiras".
Enquanto ganhava estabilidade no final do século XIV, a Corte perdeu seu papel central nas finanças reais. Primeiro, a moeda foi transferida para um corpo separado (Chambre des monnaies), então os impostos cada vez mais regulares "extraordinários" (assessor, tallage, Gabelle) tornou-se a responsabilidade do généraux dos Cour des assessores (criado em 1390). As receitas domainais da Coroa, ainda retidas pelo Tribunal de Contas, caíram em importância e valor. Em 1400, o papel da Corte havia sido muito reduzido. No entanto, com o gradual aumento do domínio através da conquista, a necessidade da Corte permaneceu segura.

## Nas Províncias
O Tribunal de Contas provincial mais antigo foi em Delfinado e fundado em 1368. Outros tribunais surgiram na Normandia (1465), Provebça, Borgonha, Nantes, na Bretanha, Navarra (1527), Languedoc e Rossilhão, e nas cidades de Nancy, Metz e Bar-le-Duc.

## Declínio e abolição
No final da monarquia francesa e excluindo o Tribunal de Contas de Paris, dos 12 outros tribunais de contas regionais, alguns (fundidos no Cours des aides ) continuaram a exercer o papel de tribunais financeiros, presidindo processos tributários e patrimoniais. Alguns tribunais de contas soberanos foram levantados a partir de grandes propriedades feudais também existentes em certas províncias e, portanto, não formaram um todo coeso. Não foi até a Revolução Francesa que os Tribunais de Contas seriam abolidos entre 17 e 29 de setembro de 1791.

## Funcionários e funcionários do tribunal
A qualquer momento, um Tribunal de Contas pode ter incluído um número de oficiais:
- primeiro presidente - chefe Barão
- presidente (presidente) - Presidente Barão
- maître des comptes (mais tarde conseiller maître ) - puisne ou Barão comum
- auditeur des comptes (mais tarde consultor de auditoria ) - auditor (mais tarde auditor dos Prests)
- correcteur des Comptes (mais tarde conseiller correcteur) - examinador de contas
- conseiller contrôleur des restes - controlador
- conselheiro sécrétaire - secretário judicial
- sécrétaire du roi - Secretário do rei
- procurur du roi (mais tarde procurur général ) - procurador-geral do rei
- advogado geral - vice-advogado do rei
- substitut - procurador-geral do rei
- greffier en chef - Secretário de Justiça
- greffier au plumitif - Funcionário dos Cascos
- greffier à la peau - Funcionário do cachimbo, ou Ingrosser do Grande Rolo
- sous-greffier - secretário adjunto do tribunal
- garde des livres - Funcionário dos registros (oficial de registros)
- receceur de gages - Caixa do recibo
- receveur des rectes - Quirógrafo de multas
- commis à duplicator les comptes - Controlador do Pipe (copista; fez um contra-roll ou "duplicatas")
- chevalier d'honneur - Usher
- premier huissier - Constable
- huissier - marshall